# Со Бёнсу
Со Бёнсу (кор. 서병수; 9 января 1952, Ульсан) — государственный деятель Республики Корея. Мэр города-метрополии Пусан (2014—2018). Депутат Национального собрания Республики Корея (с 2020).

## Биография
Со Бён Су родился в 1952 году в городе Ульсан. Его отец, Со Сок-ин — основатель компании Woojin Service, был главой округа Хэундэгу с 1995 по 1998 год.
Со Бён Су получил степень бакалавра и магистра экономики в университете Соган и докторскую степень по экономике в университете Северного Иллинойса в 1987 году. 
В 1990-х годах являлся генеральным директором Woojin Service, сменив своего отца, который ушел в отставку, чтобы принять участие в местных выборах.
На дополнительных выборах 2000 года, после аннулирования предыдущих выборов главы Хэундэгу, Со был кандидатом от Великой национальной партии и был избран. Спустя два года он ушел в отставку, чтобы баллотироваться в депутаты от 1-го избирательного округа Хэундэгу-Киджан. Со был членом Национального собрания с 2002 по 2014 год.
В 2014 году Со Бёнсу принял участие в выборах мэра Пусана от партии «Сэнури». За него проголосовало 50,7 % избирателей, а за его соперника, кандидата от оппозиции О Годона, — 49,3 %. В 2018 году Со баллотировался в мэры повторно, но проиграл О Годону.
В 2020 году Со был избран депутатом Национального собрания Республики Корея от 1-го округа Пусанджингу.